# Hymenochaete floridea
Hymenochaete floridea är en svampart som beskrevs av Berk. & Broome 1875. Hymenochaete floridea ingår i släktet Hymenochaete och familjen Hymenochaetaceae.   Inga underarter finns listade i Catalogue of Life.